# Fiat 514
Fiat 514 – samochód produkowany przez włoski koncern motoryzacyjny Fiat w latach 1929–1932. Powstało 36 970 sztuk pojazdu. Napędzany był czterocylindrowym silnikiem rzędowym dolnozaworowym.
W Polsce w 1933 roku Fiat 514 4-osobowy kosztował 11 800 zł.

## Wersje
- Spider
- Toureraka "Torpedo"
- Coupe
- Saloon
- 514 MM 2
- 514 CA 2

## Silniki
| Model  | Lata    | Silnik | Pojemność | Moc   | Układ zasilania   |
| ------ | ------- | ------ | --------- | ----- | ----------------- |
| 514    | 1929-32 | R4 SV  | 1438 cm³  | 28 hp | pojedynczy gaźnik |
| 514 S  | 1921-26 | R4 SV  | 1438 cm³  | 35 hp | pojedynczy gaźnik |
| 514 MM | 1921-26 | R4 SV  | 1438 cm³  | 37 hp | pojedynczy gaźnik |

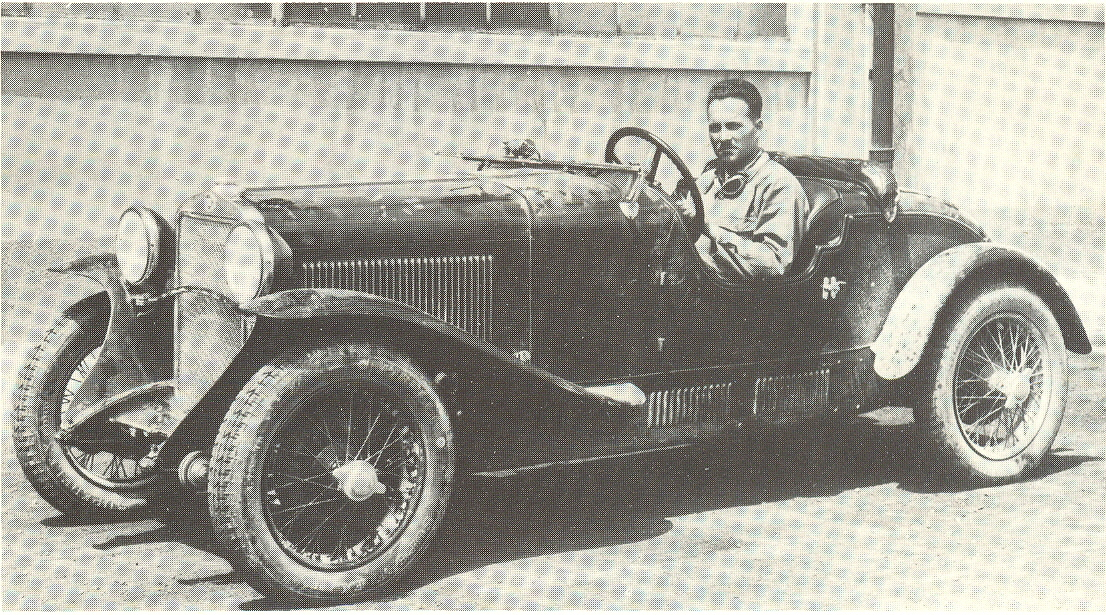
Fiat 514 S 1929
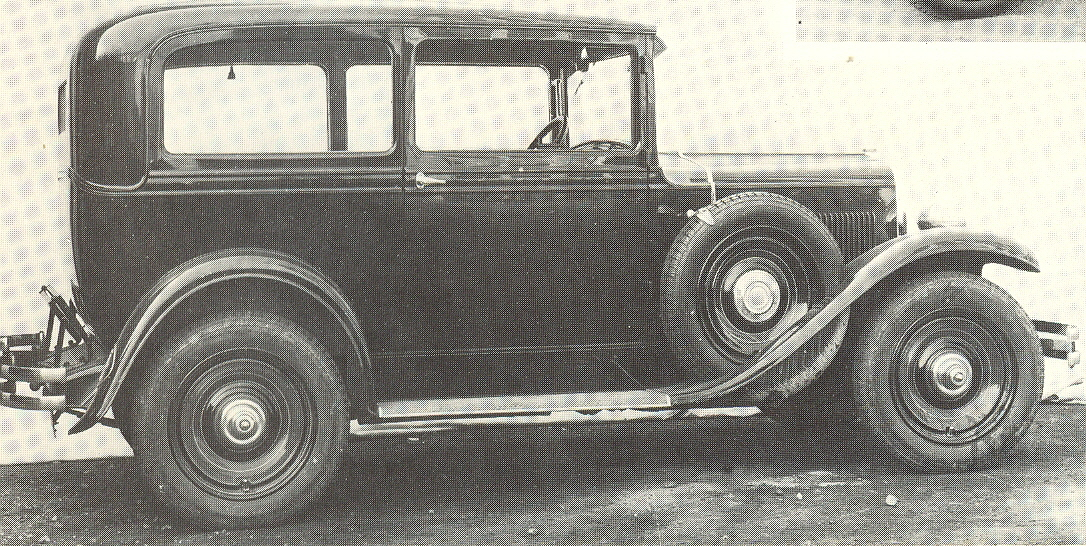
Fiat 514 Sedan 1929
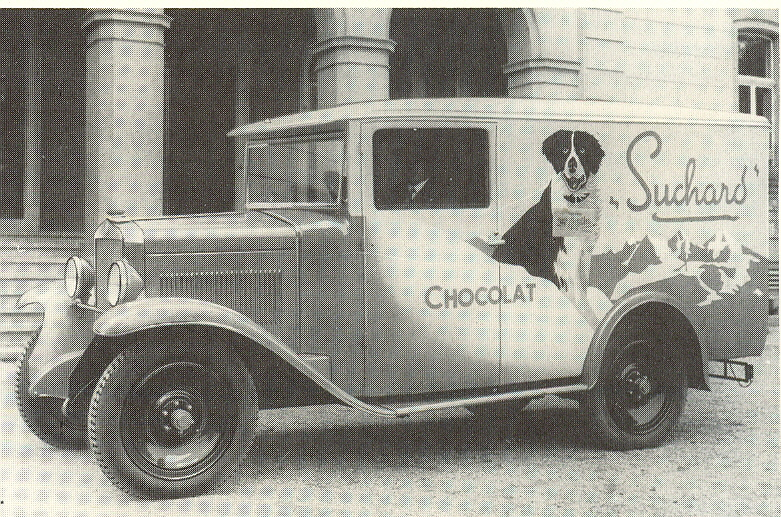
Fiat 514 Van LWB 1929
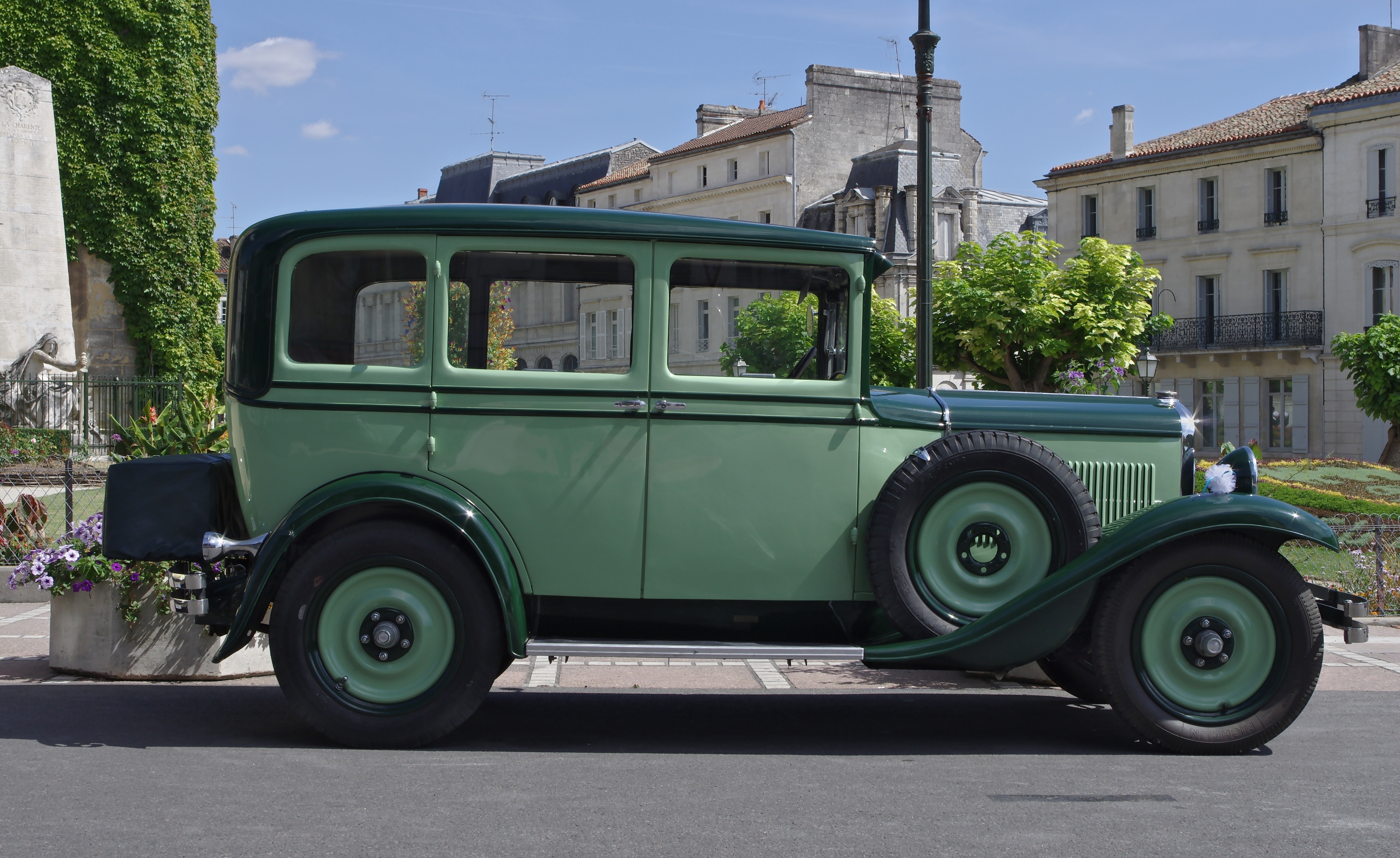
Fiat 514 L